# یوسف بیگ امامی

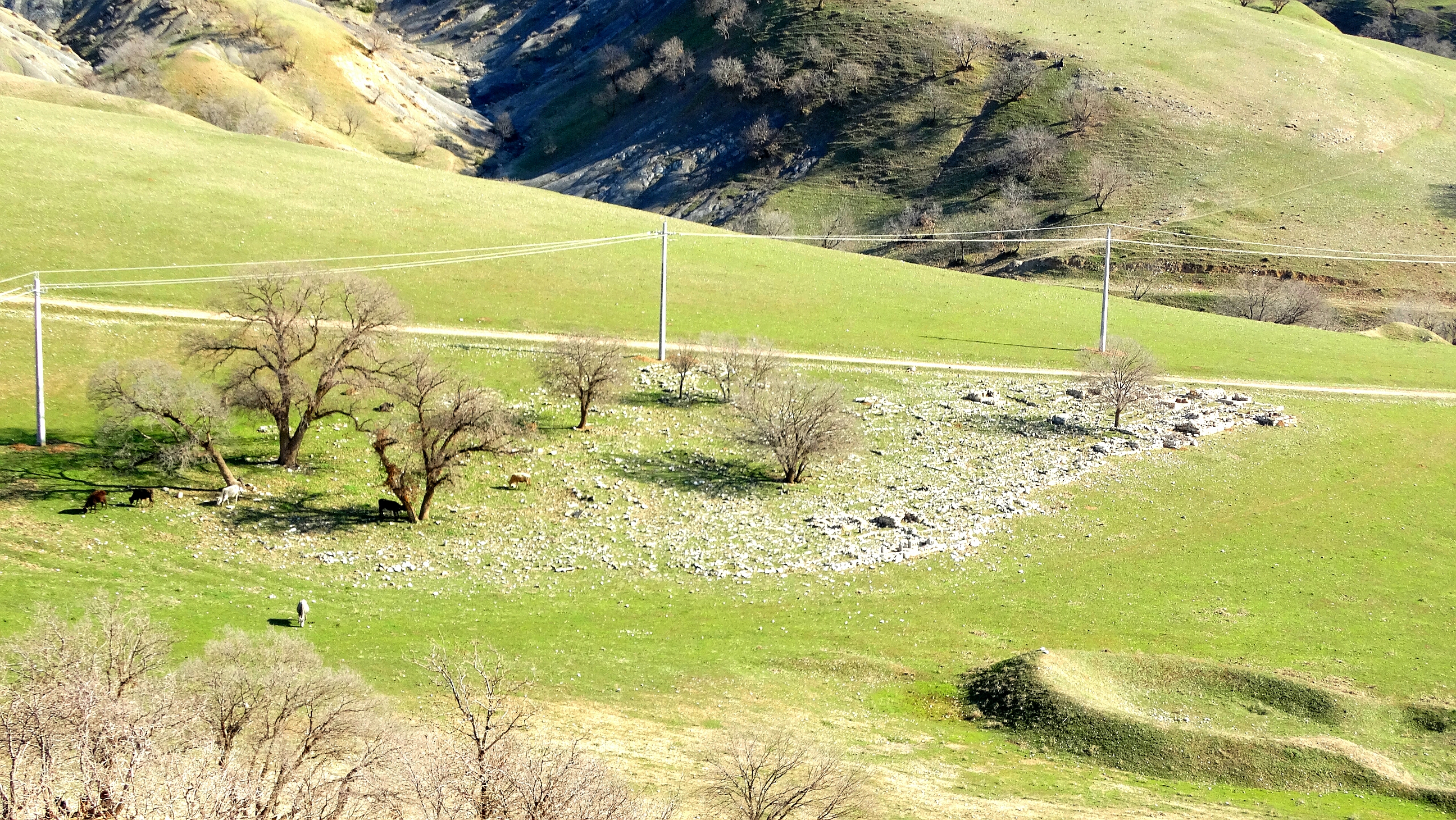
قبرستان بَرمیل (به کردی: گۆڕستانی به‌رمیل) در بین دو روستای دروله سفلی و دروله علیا از توابع شهرستان جوانرود در استان کرمانشاه، نزدیک به دو رود لیله و سیروان که قبر شاعر کرد یوسف بیگ امامی نیز در آن آرمیده است. (مکان ثبت نگاره: نقطه صفر مرزی ایران و عراق، روستای دروله سفلی در شهرستان جوانرود از توابع استان کرمانشاه، ایران).

یوسف بیگ امامی شاعری کرد از طایفهٔ امامی از ایل جاف که در دوران حکمرانی «محمد پاشای فرزند کیخسرو بیگ» در منطقهٔ دروله از توابع شهرستان جوانرود زیسته‌است و به گویش کردی هورامی شعر سروده‌است.

## زندگی
دربارهٔ زندگی این شاعر، برای اولین‌بار علاءالدین سجادی، نویسنده و شاعر کرد، در کتاب «تاریخ ادبی کردی» از وی نام برده‌است و او را در زمرهٔ شاعران گمنام ذکر کرده‌است. برای دومین‌بار نیز پیرمرد، شاعر و روزنامه‌نگار کرد، شعری از او را در روزنامه ژین به چاپ می‌رساند و از وی نام می‌برد. دیوان اشعار وی توسط حکیم ملا صالح گردآوری شد و در سال ۲۰۰۹ در کردستان عراق چاپ و منتشر شد. موضوع دیوان او، بیشتر به مسائلی چون خداشناسی، عرفانی، دینی و آیینی می‌پردازد.
حال نیز قبر او در منطقه «بَرمیل» در درولهٔ سفلی از مناطق گرمسیری طایفه امامی از توابع شهرستان جوانرود می‌باشد.

### نمونه‌ای اشعار
در مورد این شعر، روزی برادر یوسف بیگ در کوه توسط پلنگی کشته می‌شود و به‌همین خاطر یوسف بیگ به کوه می‌رود و در آنجا پلنگ می‌کشد و به همین مناسب این شعر را می‌سراید. این شعر پس تبدیل آن از گویش هورامی به گویش کردی مرکزی لهجهٔ سلیمانیه‌ای توسط پیرمرد شاعر در سال ۱۹۵۵ در شماره ۱۳۰۲ روزنامه «ژین» به چاپ می‌رسد.
| که‌فته‌ن ئارایش، که‌فته‌ن ئارایش     |  | نازداری جافان، که‌فته‌ن ئارایش     |
| دمای ئارایش، که‌ردش فه‌رمایش       |  | تهڵمیت به‌ندانه‌ن په‌رێ «دزیایش»    |
| وێش پێچان وه به‌رگ سه‌فه‌رنماوه     |  | به لاره و له‌نجه دڵبه‌ر ئاساوه     |
| شه‌ده و سرکه‌ای کێشان وه‌ده‌ورا      |  | رۆ شیرین ته‌ربی نه هاڵهٔ هه‌ورا     |
| ده‌سماڵی که‌تان عه‌نکه‌بووتیڕه‌نگ     |  | ده‌ستکردی خاسهٔ کارخانهٔ فه‌رهه‌نگ    |
| به جامهٔ ڕه‌نگین شۆخی شیرین ته‌رز   |  | دڵش شێردڵان ماوه‌ره‌د ئه‌و له‌رز     |
| ئاهووی «شیروانه» چه‌م وه نیگاوه   |  | گاه گاه وه ڕووی ناز هۆرمگێلاوه   |
| قه‌د و قامه‌تت هه‌مچو «قد قامت»     |  | که خێزا خێزا شۆڕی قیامه‌ت         |
| به‌و گریشمه و ناز خه‌رامانه‌وه      |  | که‌فتهڕا نهڕای «دووئاوان» ه‌وه     |
| پا نیا وه ڕیکاب سوار بی وه‌هۆش    |  | حۆریی سه‌ماوات یاوزنگی گردت بۆش   |
| وێش خۆرشیدێ بی‌بوڕاق شیرش بی      |  | بوڕاقی میعراج ئه‌و ئه‌سیرش بی      |
| شیر و خۆرشیدی نیشانی ئێران       |  | جه‌و ته‌رز و ته‌رحه ئامان وه مه‌یدان |
| که‌لی «شاکه‌ل» ش پڕ که‌رده‌ن جه نوور |  | سه‌رای گه‌رمه‌سێر بێ واده‌ای توور    |